# Eutelia chromatica
Eutelia chromatica là một loài bướm đêm trong họ Noctuidae.